# O Aprendizado de Pequena Árvore
O Aprendizado de Pequena Árvore (em inglês, The Education of Little Tree) é um livro do escritor norte-americano Forrest Carter, publicado em 1976.
O livro é sobre o próprio autor e sua infância com os  avós meio-cherokees. A história se passa na década de 1930, auge da Grande Depressão. Após perder os seus pais, pequena árvore, nome indígena de Carter, vai morar com seus avós nas montanhas, durante esse tempo aprende sobre a natureza, seus segredos, benefícios e mistérios, possíveis de se descobrir apenas convivendo com os índios Cherokee.

## História
O Aprendizado de Pequena Árvore é mais que um simples livro, reúne bom humor e sensibilidade numa narrativa atravessa o tempo e o espaço e, semeia nos corações dos leitores uma esperança que o mundo inteiro carece, “recolher da natureza apenas o necessário para sua vida” é uma frase que necessitamos a cada dia, envoltos na ambição que nos cerca, canalizamos para o meio ambiente os nossos péssimos sentimentos e, por fim, tornamos a vida triste, e a felicidade escassa entre nós seres humanos. Entretanto, há esperança, e precisamos usá-la em nossa vida sempre.
Forrest Carter relatando a sua infância, nos convida a refletir sobre a nossa própria vida, o que nos é “necessário” para sermos verdadeiramente felizes? 
A cada capitulo, adentramos um mundo que imaginamos ser distante, mas não é, entramos na nossa alma, permeamos o lugar em nós, escalamos as montanhas, cruzamos o rio, tudo em nossa vida, e ao fim, o pranto, choramos por Pequena Árvore, por nós, pela vida... Desconhecendo as coisas do mundo: que há religiões que dividem em vez de unir as pessoas, que há os que praticam o bem e os que permitem a maldade, que existe o “eu” e que existe o “outro”, e que podemos ser felizes, viver em paz, todos juntos. Somos um povo só, a terra é um mundo só.
As injustiças cometidas com os índios Cherokee no inicio do século passado, relatadas pelo avô de Pequena Árvore, comete-se também hoje, com os índios, com a natureza, e perceberemos que cometemos como todos, sem exceção de nenhum, pois estamos ligados na “teia” da vida.

### A visão de mundo
Os fatos narrados no livro revelam uma opinião sobre a vida, e também sobre o mundo e os relacionamentos entre as pessoas.Desacreditar no que divide os seres humanos e valorizar o que une , a família, os bons amigos e o amor principalmente . Proposta que os leitores precisam refletir e compreender, aliás, é preciso compreender para poder amar, amor pro resto da vida.
O desfecho comovente cultiva lágrimas nos olhos, mas antes, faz rir, pensar e fundamentalmente mudar, após ler o livro transformamos o nosso jeito de olhar tudo ao redor, as pessoas, a natureza, os índios e nós mesmos.Forest Carrer.